# За европейскую Сербию — Борис Тадич
«За европейскую Сербию — Борис Тадич» (серб. За европску Србију — Boris Tadić) — коалиция из политический партий, созданная с целью участия в сербских президентских и парламентских выборах 2008 года, вокруг фигуры Президента Сербии того времени Бориса Тадича.

## История

### Президентские выборы
20 января 2008 года прошёл первый тур президентских выборов в Сербии, главными соперниками на которых стали Борис Тадич, действующий Президент и лидер «Демократической партии», основного члена коалиции «За европейскую Сербию», и функционер националистической «Сербской радикальной партии» Томислав Николич. За четыре года своего правления Тадич показал себя как прозападного политика, в то время как Николич был сторонником тесных связей с Россией против США и западноевропейских стран. Оба кандидата вышли во второй тур, который состоялся в начале февраля. Тадич набрал 50,31 % голосов, обогнав Николича на 2,34 %.

### Парламентские выборы
Действующее правительство Сербии вступило в кризис на фоне одностроннего провозглашения независимости Республикой Косово, в связи с чем парламент Сербии распустили, объявив досрочные выборы, которые прошли 11 мая 2008 года. Разногласия внутри власти вызвал вопрос о продолжении политики евроинтеграции. Воислав Коштуница, премьер-министр Сербии, выступил за жёсткую политику в отношении самопровозглашённого государства, почти солидаризируясь с главой оппозиции Николичем, призвавшим разорвать дипломатические отношения со странами, признавшими независимость Косова, а Борис Тадич был намерен продолжать свою политику, прозванную позже «и Косово, и ЕС». 29 апреля в Люксембурге Сербией было подписано Соглашение об ассоциации с Европейским союзом, категорически против чего были основные оппоненты Тадича на предстоящих выборах.
По итогам прошедших выборов коалиция «За европейскую Сербию — Борис Тадич» набрала 38,42 % голосов, больше чем все остальные партии. Чтобы добиться большинства в парламенте и не допустить евроскептических позиций в правительстве, коалиция объединила свои усилия с «Социалистической партией Сербии», сербской партией пенсионеров, консервативной «Объединённой Сербией» и партиями этнических меньшинств (венгерской и боснийской). Это коалиционное правительство управляло Сербией до выборов 2012 года. Изначально объединение планировалось с «Либерально-демократической партией», но тогда бы не набралось большинство в парламенте.

## Члены коалиции
| Партия                                      | Идеология                                                                   | Депутаты  |
| ------------------------------------------- | --------------------------------------------------------------------------- | --------- |
| «Демократическая партия»                    | социал-либерализм третий путь                                               | 64 из 250 |
| Партия «Г17+»                               | либеральный консерватизм консервативный либерализм экономический либерализм | 24 из 250 |
| «Лига социал-демократов Воеводины»          | социал-демократия регионализм                                               | 5 из 250  |
| «Социал-демократическая партия Сербии»      | социал-демократия                                                           | 4 из 250  |
| «Сербское движение обновления»              | национал-либерализм                                                         | 4 из 250  |
| «Демократический союз хорватов в Воеводине» | правоцентризм интересы хорватов регионализм                                 | 1 из 250  |